# Bobby Haynes
Robert „Bobby“ Haynes (* 1934 oder 1935 in East St. Louis, Illinois; † 31. Juli 2018) war ein US-amerikanischer Jazz- und Rhythm-&-Blues-Musiker (Kontrabass).

## Leben und Wirken
Haynes zog mit seiner Familie nach Los Angeles, als er elf Jahre alt war. Dort besuchte er die Jordan und Freemont High Schools, anschließend das Los Angeles City College. Mit 18 Jahren spielte er in R&B-Bands mit Percy Mayfield, T-Bone Walker und Big Joe Turner. Er verlagerte sich dann auf den Modern Jazz und arbeitete u. a. mit Dexter Gordon, Chico Hamilton, Barney Kessel, Larry Coryell und den Jazz Crusaders, für die er den Titelsong ihres Albums Jazz Waltz schrieb. Haynes arbeitete außerdem als Begleitmusiker mit Vokalisten wie Lou Rawls, Lena Horne, Della Reese, Dusty Springfield, Nina Simone, Shirley Bassey, Diana Ross und Raquel Welch. Zuletzt tourte er noch sechs Jahre mit John Mayall’s Bluesbreakers. Als Studiomusiker wirkte er u. a. bei Ike & Tina Turners Hits River Deep – Mountain High und A Fool in Love mit, die für Phil Spector entstanden. Für H. B. Barnum und die Motown-Studios war er auch an den LPs These Boots Were Made for Walking und Supremes-a-Go-Go von Diana Ross & the Supremes beteiligt. Nach Beendigung seiner Tournee-Tätigkeit arbeitete er weiterhin als Studiomusiker und auf lokaler Ebene, ferner für Fernsehen und Werbung. Laut Tom Lord war er zwischen 1960 und 1976 an 13 Aufnahmesessions beteiligt. Unter eigenem Namen legte er 2006 das Album Marianne vor. Sein gleichnamiger Sohn war gleichfalls als Musiker aktiv.